# فتاة جيدة أصبحت سيئة: الريمكسات
غود غرل غون باد: ذا ريمكسز هو أول ألبوم ريمكس من قبل المغنية البربادوسية ريانا. صدر الألبوم في 27 يناير، 2009م من خلال تسجيلات ديف جام. الألبوم يتضمن ريمكسات كلوب من ألبومها الإستديو الثالث غود غرل غون باد 2007م والنسخة المعادة إصدارها في عام 2008م، غود غرل غون باد: ريلوديد.

## الخلفية والتنمية
أعلنت مجلة Rap-Up في 21 ديسمبر، 2008 أن ريانا سوف تصدر أول ألبوم ريمكس لها، بعنوان قوود قيرل قون باد: ذا ريمكسز، في وقت متأخر من يناير 2009. غلاف الألبوم، تم تصميمه من قبل سيارا باردو، وتم إعلان تاريخ الإصدار الرسمي بعد ذلك بيومين. أصدرت تسجيلات ديف جام الألبوم في الولايات المتحدة في 27 يناير، 2009، على شكل سي دي، رقمي، وأسطوانة فونوگراف. صدر في وقت لاحق في المملكة المتحدة في 9 فبراير، 2009. تم إعادة تسجيل هذه الأغاني وتعديلها من قبل منتجين وديجيهات مثل موتو بلانكو، توني موران، سول سيكيرز ووايدبويز. تظهر الريمكسات على شكل إصدار راديو معدل بدلاً من إصدارات كاملة للنسخ الأصلية.

## الأداء التجاري
في الولايات المتحدة، دخل قوود قيرل قون باد: ذا ريمكسز لأول مرة وبلغ ذروتة في المركز 106 على الرسم البياني الأمريكي بيلبورد 200، مع 5,000 نسخة بيعت في الأسبوع الأول. أيضاً دخل لأول مرة في المركز الرابع على الرسم البياني الأمريكي لألبومات الدانس/الألكترونية. أيضاً بلغ الألبوم ذروته في المركز التاسع والخمسين على الرسم البياني الأمريكي لألبومات الآر أند بي/هيب-هوب. بحلول مارس 2011، 54,000 نسخة بيعت من الألبوم.

## قائمة أغاني الألبوم
1. «أمبريلا» (مع جي-زي) (شيموس حاجي وبول إيمانويل) - (3:58)
2. «دستربيا» (جودي دين برودر ريمكس) - (3:52)
3. «شت أب أند درايف» (وايدبويز) - (3:39)
4. «دونت ستوب ذا ميوزك» (جودي دين برودر) - (3:10)
5. «تيك آ باو» (توني موران ووارن ريج) - (4:02)
6. «بريكن دشز» (سول سيكيرز) - (3:19)
7. «هيت ذات آي لوف يو» (مع ني-يو) (كي-كلاسيك) - (3:58)
8. «كويستشن إكزستن» (وايدبويز) - (3:40)
9. «بوش أب أون مي» (موتو بلانكو) - (3:28)
10. «قوود قيرل قون باد» (سول سيكيرز) - (3:29)
11. «ساي إت» (سول سيكيرز ريمكس) - (4:21)
12. «أمبريلا» (مع جي-زي) (ليندبيرغ بالس) - (3:53)

## الرسوم البيانية
| الرسم البياني (2009)                                  | المركز | المصادر |
| ----------------------------------------------------- | ------ | ------- |
| ألبومات بولندية (OLiS)                                | 32     | [ 8 ]   |
| ألبومات الولايات المتحدة (Billboard 200)              | 106    | [ 5 ]   |
| ألبومات الولايات المتحدة (Billboard Dance/Electronic) | 4      | [ 6 ]   |
| ألبومات الولايات المتحدة (Billboard R&B/Hip-Hop)      | 59     | [ 6 ]   |

| الرسم البياني (2009)                                  | المركز | المصادر |
| ----------------------------------------------------- | ------ | ------- |
| ألبومات الولايات المتحدة (Billboard Dance/Electronic) | 22     | [ 9 ]   |

## تاريخ الإصدار
| الدولة           | التاريخ        | نوع الإصدار                           | الشركة المنتجة | المصادر |
| ---------------- | -------------- | ------------------------------------- | -------------- | ------- |
| الولايات المتحدة | 27 يناير، 2009 | قرص مضغوط تحميل رقمي أسطوانة فونوگراف | ديف جام        | [ 3 ]   |
| المملكة المتحدة  | 9 فبراير، 2009 | قرص مضغوط                             | ميركوري        | [ 4 ]   |